# Telang Sari
Telang Sari is een bestuurslaag in het regentschap Banyuasin van de provincie Zuid-Sumatra, Indonesië. Telang Sari telt 2072 inwoners (volkstelling 2010).